# Adalbert von Ladenberg

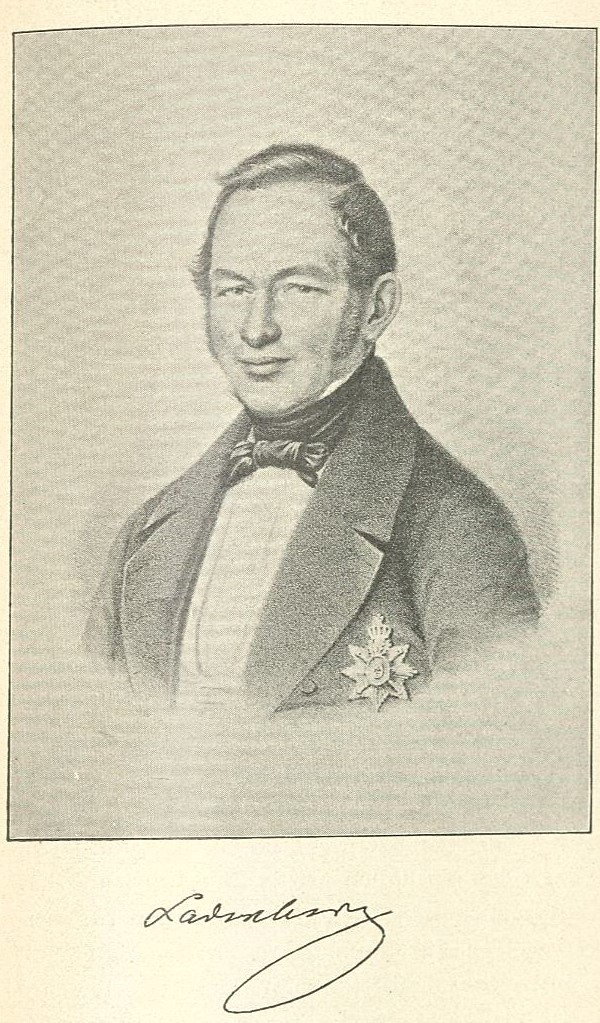
Adalbert von Ladenberg

Philipp Wilhelm Adalbert Ladenberg, ab 1817 von Ladenberg, (* 18. Februar 1798 in Ansbach; † 15. Februar 1855 in Potsdam) war ein preußischer Politiker.

## Leben
Adalbert war der Sohn des preußischen Staatsministers Philipp von Ladenberg und dessen Ehefrau Karoline, geborene Lichotius (* 1771). Nach erstem Unterricht durch Hauslehrer besuchte er das Friedrich-Wilhelms-Gymnasium in Berlin und leistete mit 17 Jahren als Einjährig-Freiwilliger seinem Militärdienst im Garde-Dragoner-Regiment der Preußischen Armee ab. 1816 als Sekondeleutnant zur Reserve entlassen, studierte Ladenberg in Berlin, Heidelberg und Göttingen Recht und Kameralwissenschaft.
Nach erfolgreicher Beendigung seines Studiums bekam Ladenberg 1818 eine Anstellung als Auskultator in der preußischen Verwaltung. Seine Karriere führte ihn 1824 vom Regierungsrat und Justiziar in Köln und 1829 zum Oberregierungsrat in Königsberg und Merseburg. Als solcher wurde er 1834 zum Regierungspräsidenten in Trier berufen und sechs Jahre später holte ihn Freiherr Karl vom Stein zum Altenstein in das Kultusministerium und als Mitglied des Staatsrats nach Berlin.
Als Altenstein am 14. Mai 1840 starb, betraute man Ladenberg kommissarisch mit dessen politischen Aufgaben bis zum 8. Oktober. Ab dem 22. Oktober nahm er diese endgültig wahr und leitete ab diesem Tag die Abteilung für die evangelisch-geistlichen, die Unterrichts- und Medizinalangelegenheiten im Ministerium von Johann Albrecht Friedrich von Eichhorn. Dazu erhielt er 1841 die Stelle eines außerordentlichen Regierungsbevollmächtigten bei der Friedrich-Wilhelms-Universität zu Berlin.
Als bedingt durch die politischen Umwälzungen der Märzrevolution Eichhorn 1848 von allen seinen Ämtern zurücktrat, verwaltete Ladenberg das Ministerium auch unter den kurzzeitig amtierenden Ministern Graf Maximilian von Schwerin-Putzar und Johann Karl Rodbertus. Zwischen Juli und November 1848 war dies eine kommissarische, später dann die wirkliche Leitung des Ministeriums.
Ladenberg war unter anderem maßgeblich an mehreren Neuerungen beteiligt: Errichtung des Evangelischen Oberkirchenrats der Evangelischen Landeskirche in Preußen, Vorbereitung eines Unterrichtsgesetzes und eines Medizinalgesetzes sowie die Einleitung einer Reorganisation des Kunstwesens in allen seinen Teilen.
Am 23. Mai 1849 erließ er auf Antrag des Kirchenhistorikers Ferdinand Karl Wilhelm Piper vom 31. Dezember 1848 die Gründung des Christlichen Museums am ehemaligen Seminar für christliche Archäologie und Kunst der Berliner Humboldt-Universität zu Berlin. Piper wurde Konservator, das Museum bestand bis zum Zweiten Weltkrieg.
In der Zeit vom 9. November bis 12. Dezember 1850 war Ladenberg nach dem Tod von Friedrich Wilhelm von Brandenburg am 6. November kommissarischer Ministerpräsident. Durch die Olmützer Punktation vom 29. November 1850 sah sich Ladenberg eigentlich zu einem Rücktritt genötigt, unterließ dies aber zu Gunsten der Verwirklichung einiger Gesetzesvorlagen. Später wurde er zum Wirklichen Geheimen Rat ernannt und als solcher übernahm er die Leitung der Oberrechnungskammer.

## Familie
Ladenberg hatte sich am 10. September 1821 in Berlin mit Albertine Weinbeck (1805–1884) verheiratet. Aus der Ehe gingen folgende Kinder hervor:
- Emma (1822–1904) ⚭ Karl von Graefe († 1872), preußischer Geheimer Regierungsrat
- Adalbert (1823–1870), preußischer Legationsrat
- Otto (1825–1898), preußischer Forstmeister ⚭ Charlotte Tettenborn (* 1838)
- Klara (1828–1886) ⚭ Emil Krieger, preußischer Polizeirat in Berlin

## Schriften (Auswahl)
- Übersicht der französischen und preußischen Hypothekenverfassung. Köln 1829.
- Preußens gerichtliches Verfahren in Zivil- und Kriminalsachen. Köln 1842.